# にが虫おじさん
「にが虫おじさん」（にがむしおじさん）とは、1987年12月 - 1988年1月にNHKの『みんなのうた』で放送された曲。作詞：平野肇、作曲：西島三重子、編曲：平野融、歌：子門真人。1988年2月5日にキングレコードからシングルとして発売された。

## 概要
いつも不機嫌な顔をして、怖い飼い犬を連れて散歩に行く事から、町の少年たちに「にが虫おじさん」と呼ばれる男の様子を歌った楽曲。3番では飼い犬が事故死したために涙を流し、4番ではそれを見た少年たちが実は「寂しがり屋」という一面に気づきそれ以降姿を見せなくなったことを気にかける様子を描いている。
童謡歌手・アニメソング歌手、子門真人の初の『みんなのうた』出演作。映像は第6作目の尾崎真吾製作のアニメ。なお2020年現在尾崎が番組に参加した作品は本曲が最後となっている。
初回放送から5年後の1992年10月 - 11月に初めて再放送され、その後もラジオのみではあるが何度か再放送されており、2020年8月28日・同年9月25日には『みんなのうたリクエスト』枠で再放送、32年半ぶりにテレビ再放送となる。また番組外では2015年11月29日の「ワンワンパッコロ！キャラともワールド」内においても放送された。
1987年12月にNHKホールで子門真人が歌った曲。
日本コロムビアから発売された『みんなのうた』関連のアルバムには、水木一郎のカバー版が収録されている。